# Anitápolis (kommun)
Anitápolis är en kommun i Brasilien.   Den ligger i delstaten Santa Catarina, i den södra delen av landet, 1 300 km söder om huvudstaden Brasília. Antalet invånare är 3 214.
Följande samhällen finns i Anitápolis:
- Anitápolis

I omgivningarna runt Anitápolis växer i huvudsak städsegrön lövskog. Runt Anitápolis är det mycket glesbefolkat, med 5 invånare per kvadratkilometer.